# Фильине-Вальдарно
Фильине-Вальдарно (итал. Figline Valdarno) — коммуна в Италии, располагается в регионе Тоскана, в провинции Флоренция.
Население составляет 16 722 человека (2008 г.), плотность населения составляет 235 чел./км². Занимает площадь 71 км². Почтовый индекс — 50063. Телефонный код — 055.
Покровителем коммуны почитается святой Ромул из Фиезоле, празднование 6 июля.

## Демография
Динамика населения:

## Администрация коммуны
- Официальный сайт: https://web.archive.org/web/20060831141910/http://www.comune.figline-valdarno.fi.it/

## Известные уроженцы
- Капецци, Леонардо (род. 1955) — итальянский футболист
- Фабрини, Джованни (1516—1580) — итальянский лингвист, гуманист
- Пуччи, Франческо (1543-1597) -  итальянский богослов, философ и гуманист
- Фичино, Марсилио (1433—1499) — итальянский философ, гуманист, священник